# Märstetten
Märstetten é uma comuna da Suíça, no Cantão Turgóvia, com cerca de 2.320 habitantes. Estende-se por uma área de 9,87 km², de densidade populacional de 235 hab/km². Confina com as seguintes comunas: Amlikon-Bissegg, Kemmental, Weinfelden, Wigoltingen.
A língua oficial nesta comuna é o Alemão.